# 양복
양복(洋服)은 동양에서 서양식 의복을 가리켜 일컫는 말이다. 주로 남성이 입는 슈트를 말하며, 여성용 정장은 양장(洋裝)이라 한다.

## 종류
셔츠와 블라우스를 비롯하여 스커트·바지·스웨터·원피스·투피스·재킷·점퍼·코트 등이 있다. 이 의복들이 이루는 한 벌을 슈트(suit)라고 한다.

## 한국의 양복 역사
한국에서 양복은 1894년 갑오개혁을 계기로 당시 조선 정부가 서양 문명을 받아들여 제반제도 개혁을 단행할 때 복제개혁으로 처음 입게 되었다. 1896년(고종 33년) 4월 7일 칙령 제78호로 육군복장규칙을 제정하여 당시 사용하던 군복을 폐지하고 서양식 육군복장을 제정하였다. 1900년(광무 4년) 4월 17일에는 칙령 제14호로 문관복장규칙을 정하였고, 제15호로 문관대례복제식(文官大禮服制式)을 정하여 조정 대신들의 관복을 서양식 관복으로 바꾸었다. 당시 정한 서양식 문관복은 일본을 통해서 들어온 것이며, 일본은 영국의 대례복을 모방한 것이었다. 개화기의 양복은 주로 관복으로 이용하였으며, 일부 상류층에서만 드물게 볼 수 있는 것이었다. 그러므로 당시 조선 및 대한제국 정부가 정한 칙령은 군복과 공복(公服)에 관한 규정으로 일반인의 복장은 포함되어 있지 않았다.